# 지상기반 전략 억지력

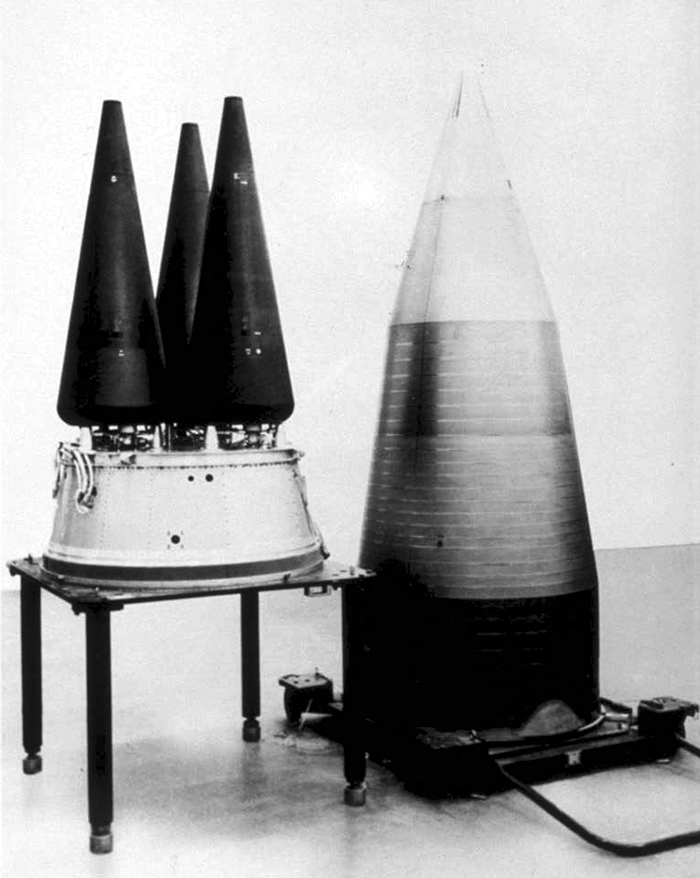
W78 핵탄두와 MK12-A 대기권 재돌입체

지상기반 전략 억지력(Ground Based Strategic Deterrent, GBSD)은 2022년 현재 미국 공군이 추진중인 미니트맨 미사일 개량사업이다.

## 역사
미 공군이 133억달러(15조 7551억원) 규모 미니트맨3 개량 사업을 체결했다. 이 사업은 1970년 개발된 미니트맨3의 정확성과 사거리, 신뢰도를 향상해 미국의 핵전력 우위를 유지하는 것이 골자다. 미국 방위산업체 노스럽 그루먼이 담당하는 이 사업은 오는 2029년까지 진행된다. 향후 사업비가 최대 850억달러(100조원)까지 증가할 수 있다고 UPI통신은 부연했다.

## LGM-35A 센티넬
2022년 4월 6일, 미군 당국은 차세대 ICBM의 명칭이 ‘센티넬(LGM-35A)’로 결정됐다고 밝혔다. 센티넬은 미 공군이 운용 중인 비밀 드론(센티넬·RQ-170)과도 이름이 같다. 당분간 두 무기가 같은 명칭을 사용할 계획이라고 한다.
미국은 지상배치전략억제전력(GBSD)으로 불리는 ICBM 현대화 계획에 14조5000억원을 투입키로 했다. 센티넬(감시병)이라는 이름이 붙은 이 미사일은 2036년 실전 배치된다.

## W87-1
W87-0은 300 kt 수소폭탄이다. 이를 475 kt으로 개량한 것이 W87-1이다. 수소폭탄은 1차 핵분열, 2차 핵융합 순서로 폭발하는데, 2차 핵융합 부분에 HEU를 더 많이 넣었다.
2019년, 350 kt W78 핵탄두를 사용하는 미니트맨3를 개량하여, 475 kt W87-1 핵탄두를 넣기로 결정했다. 현재 300 kt W87-0 핵탄두는 사용되지 않고 있다.
- 기존: 3 x 350 kt W78 핵탄두 = 1 Mt
- 개량: 3 x 475 kt W87-1 핵탄두 = 1.5 Mt

## 시험발사
2022년 7월 6일, 미국 공군은 6일 밤 캘리포니아 반덴버그 우주군 기지에서 신형 ICBM용 미노타우로스-2 우주 발사체를 실험했다. 이번 실험에는 재진입체인 Mk21A가 탑재된 것으로 보인다. 발사는 밤 11시 1분께 이뤄졌다. 그러나 불과 11초 만에 발사체가 폭발하며 실험은 실패로 끝났다.

## 같이 보기
- en:Minotaur II